# Richard Olney
Richard Olney (n. 15 septembrie 1835 - d. 8 aprilie 1917) a fost un politician american, Secretar de Stat al Statelor Unite între 1893 și 1895.